# Železniční trať Zdice–Protivín
Železniční trať Zdice–Protivín (v jízdním řádu označená 200, od prosince 2017 do prosince 2019 úsek Písek–Protivín spadal pod trať 190) je hlavní tratí. Úsek trati z Písku do Protivína je elektrizovaný střídavou soustavou 25 kV, 50 Hz. Celá trať je jednokolejná. Roku 1875 ji zprovoznila a do zestátnění v roce 1918 vlastnila společnost Rakovnicko-Protivínské dráhy, nicméně provozovatelé (mezi nejvýznamnější patří také Ústecko-teplická dráha) se v počátku rychle střídali a od roku 1884 ji provozovaly c. k. Státní dráhy. V současnosti (od roku 2008) je na trati kromě regionálních spojů v provozu rychlíková linka Praha – Beroun – Příbram – Písek – České Budějovice, kterou od jízdního řádu 2019/2020 provozuje dopravce ARRIVA vlaky. SŽDC trať roku 2009 vybavila dálkovým dispečerským řízením stanic.
Připravuje se tzv. prostá elektrizace trati, tj. výstavba trakčního vedení bez další modernizace trati. Její realizace se předpokládá v letech 2027 až 2029.

## Navazující tratě

### Zdice
- Železniční trať Praha – Plzeň

### Lochovice
- Železniční trať Zadní Třebaň – Lochovice

### Tochovice
- bývalá železniční vlečka vybudovaná za účelem výstavby Orlické přehrady

### Březnice
- Železniční trať Březnice–Strakonice
- Železniční trať Březnice – Rožmitál pod Třemšínem

### Písek – Putim
- Železniční trať Tábor–Ražice

### Protivín
- Železniční trať Plzeň – České Budějovice

## Nasazovaná vozidla
- V roce 2025 byla na trati 200 nasazována především tato železniční vozidla.[4]
  - 650.2 – osobní a spěšné vlaky České Budějovice – Písek, dopravce ČD
  - 708 – lehké nákladní vlaky a postrk[zdroj?]
  - 742.7 – většina nákladní dopravy včetně posunové služby (Zdice – Březnice)[zdroj?]
  - 743 – většina nákladní dopravy včetně posunové služby (Protivín – Mirovice)[zdroj?]
  - 754 – spěšný vlak CykloBrdy Praha – Beroun – Zdice – Příbram – Březnice – Blatná se dvěma vozy Bdmtee275/281 a jedním vozem BDbmsee447, dopravce České dráhy
  - 814 – osobní vlaky Beroun – Strakonice a Březnice - Protivín, dopravce České dráhy
  - 845 – rychlíky Praha – České Budějovice, dopravce ARRIVA vlaky

## Mimořádné události
Dne 13. listopadu 2024 kolem 19:30 nerespektoval řidič nákladního auta značení o podjezdné výšce mostu v úseku Čimelice–Mirovice. Řidič vjel pod most a nákladní automobil narazil do mostní konstrukce a posunul ji o dva metry.

## Stanice a zastávky

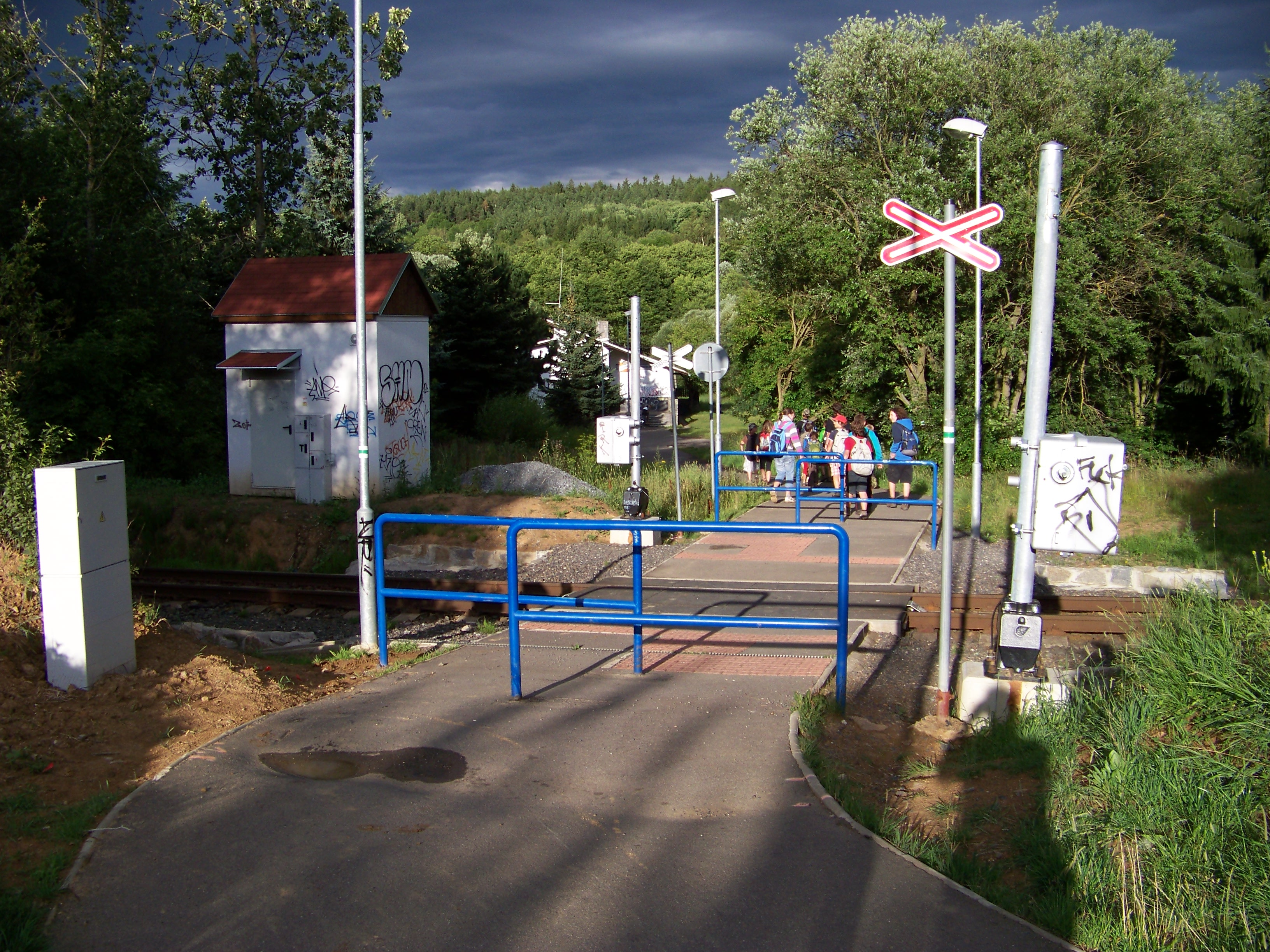
Přechod přes trať 200 v Příbrami.

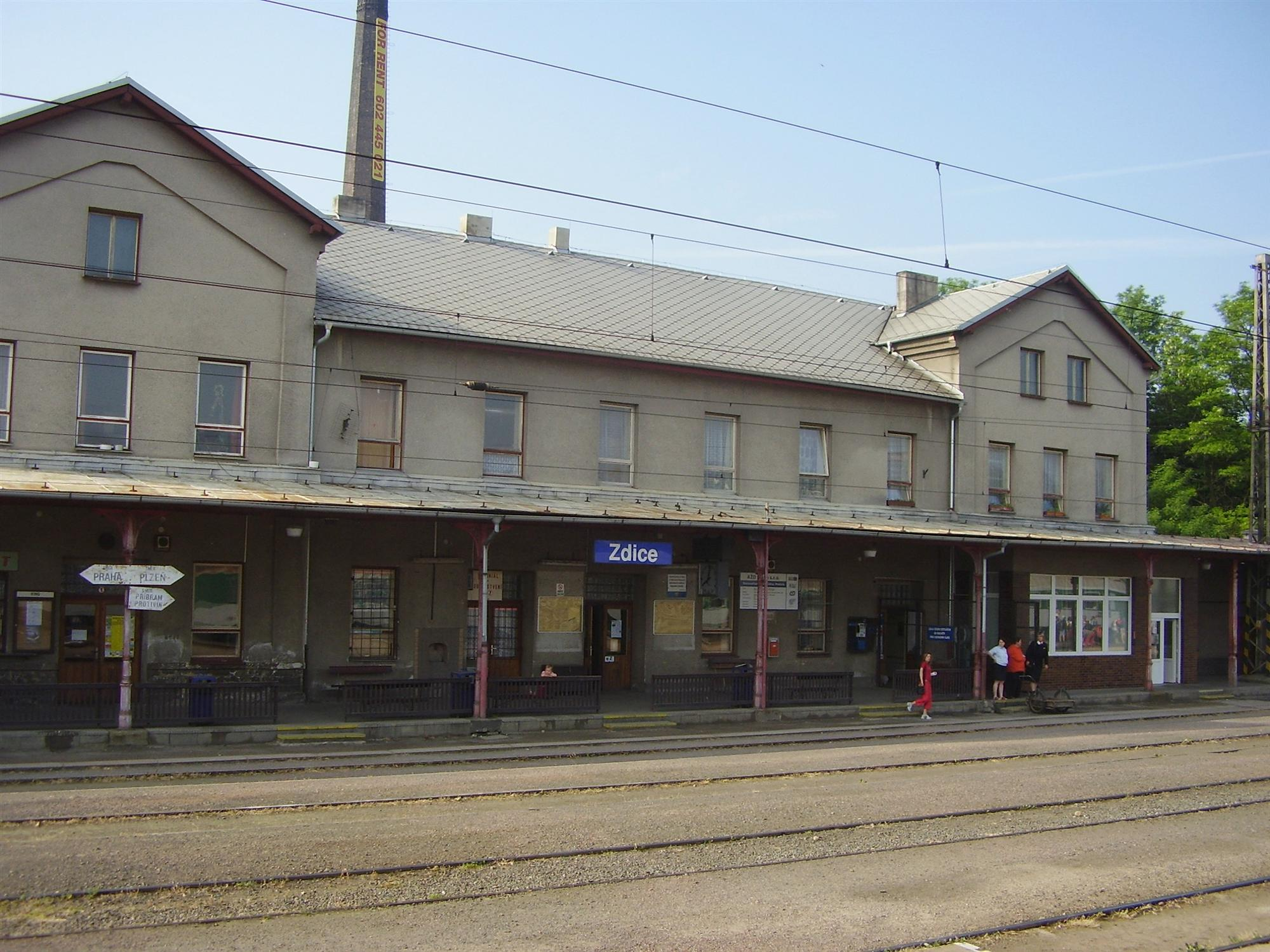
Zdice
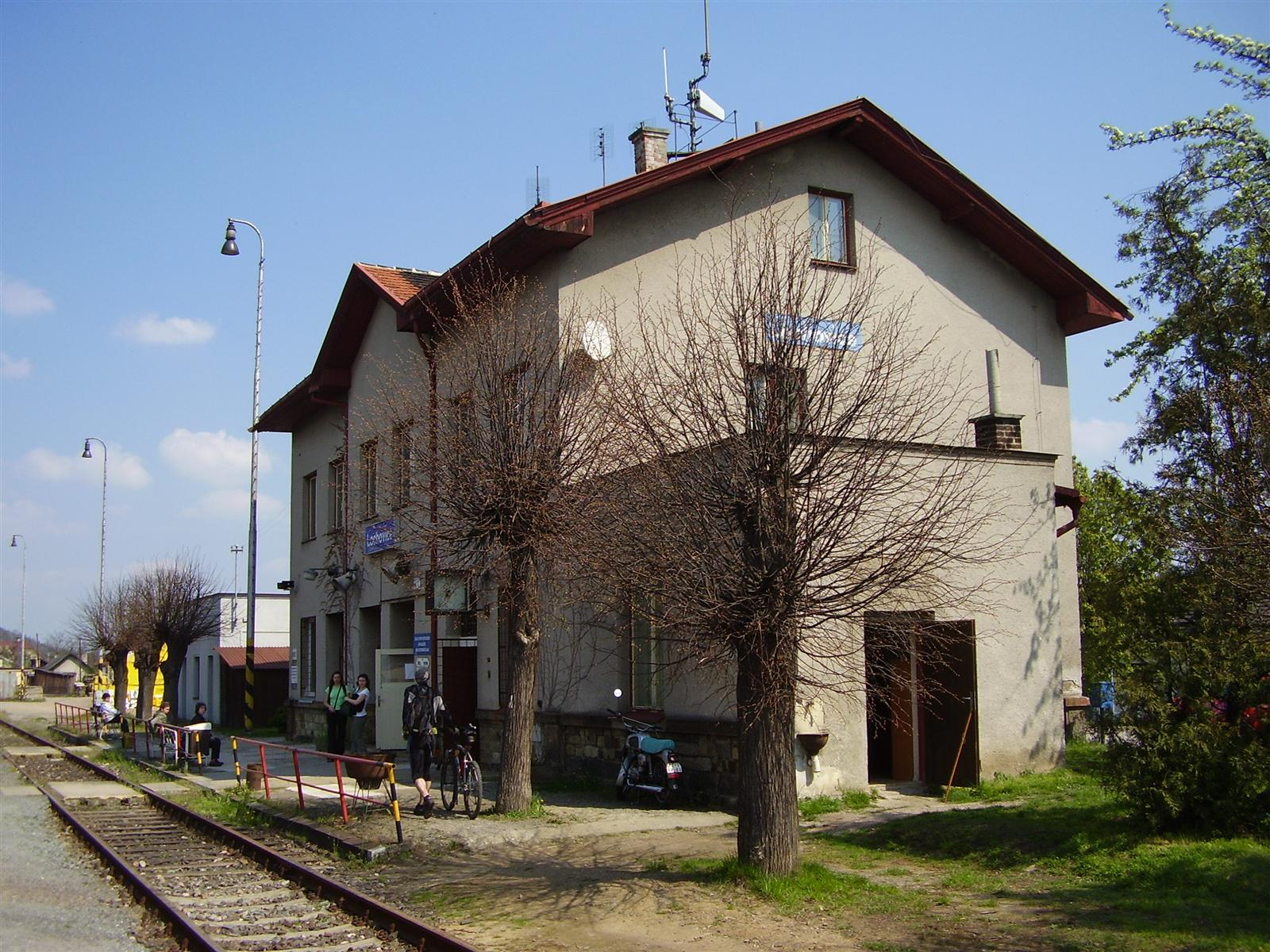
Lochovice
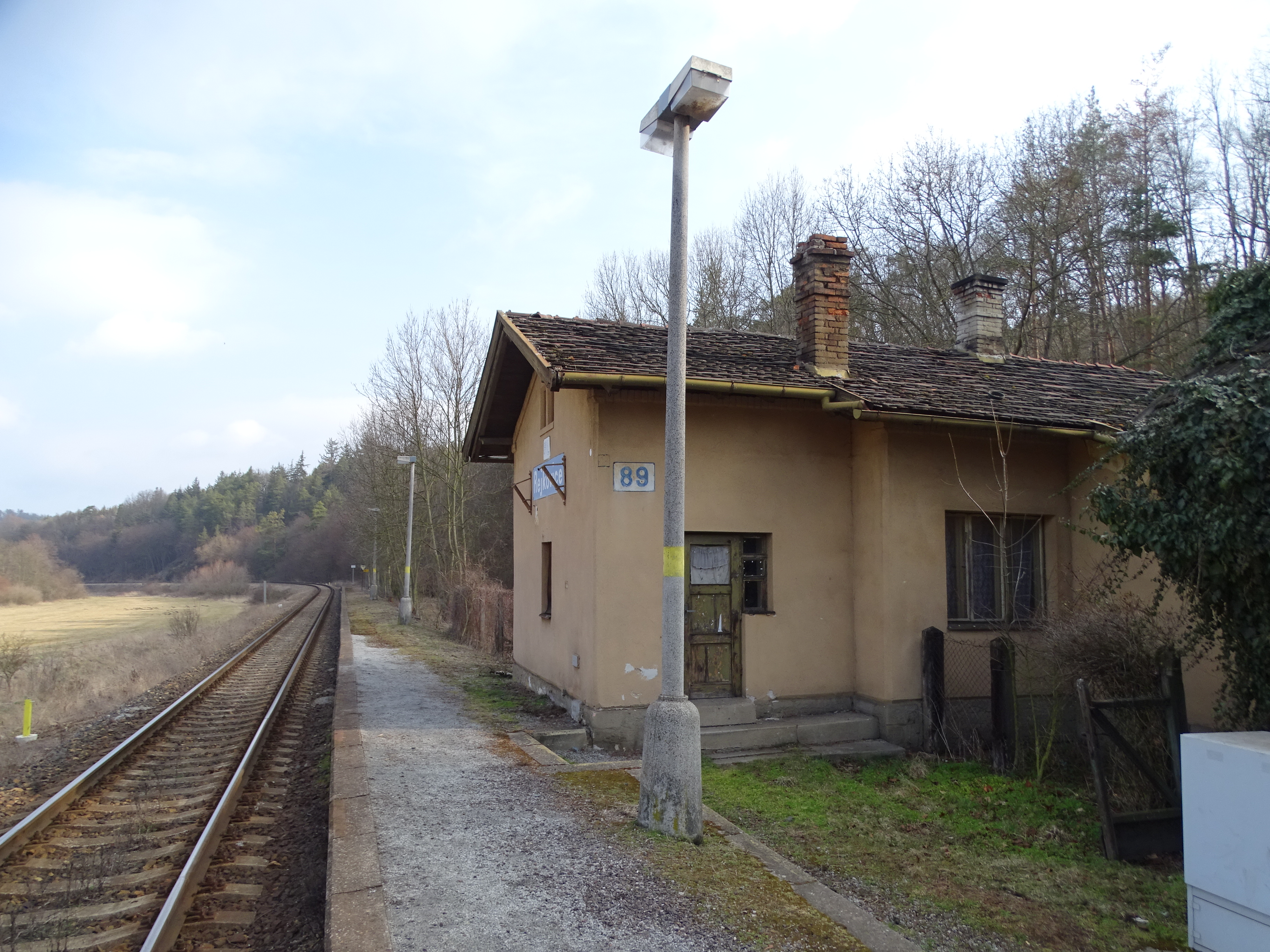
Rejkovice
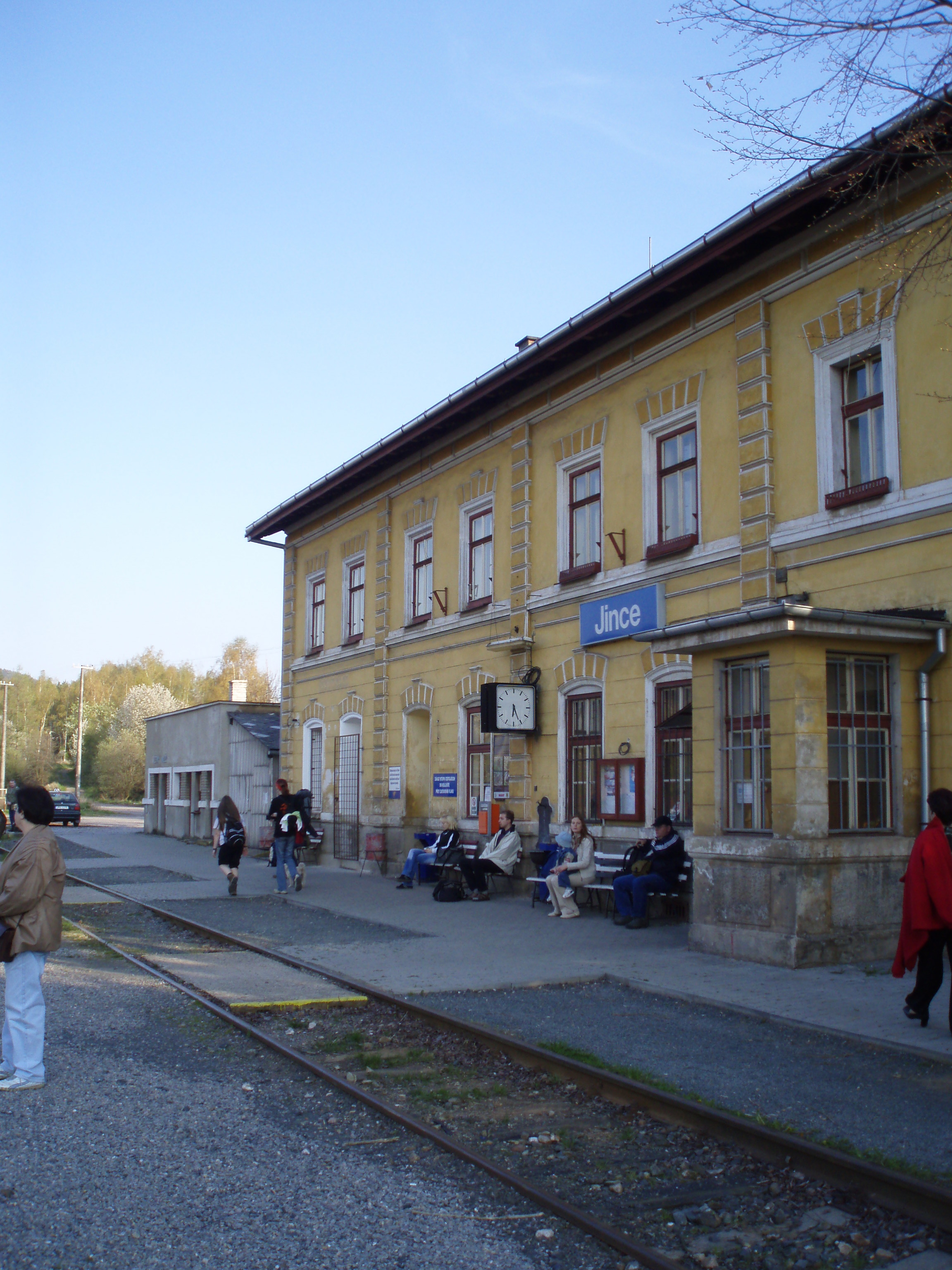
Jince
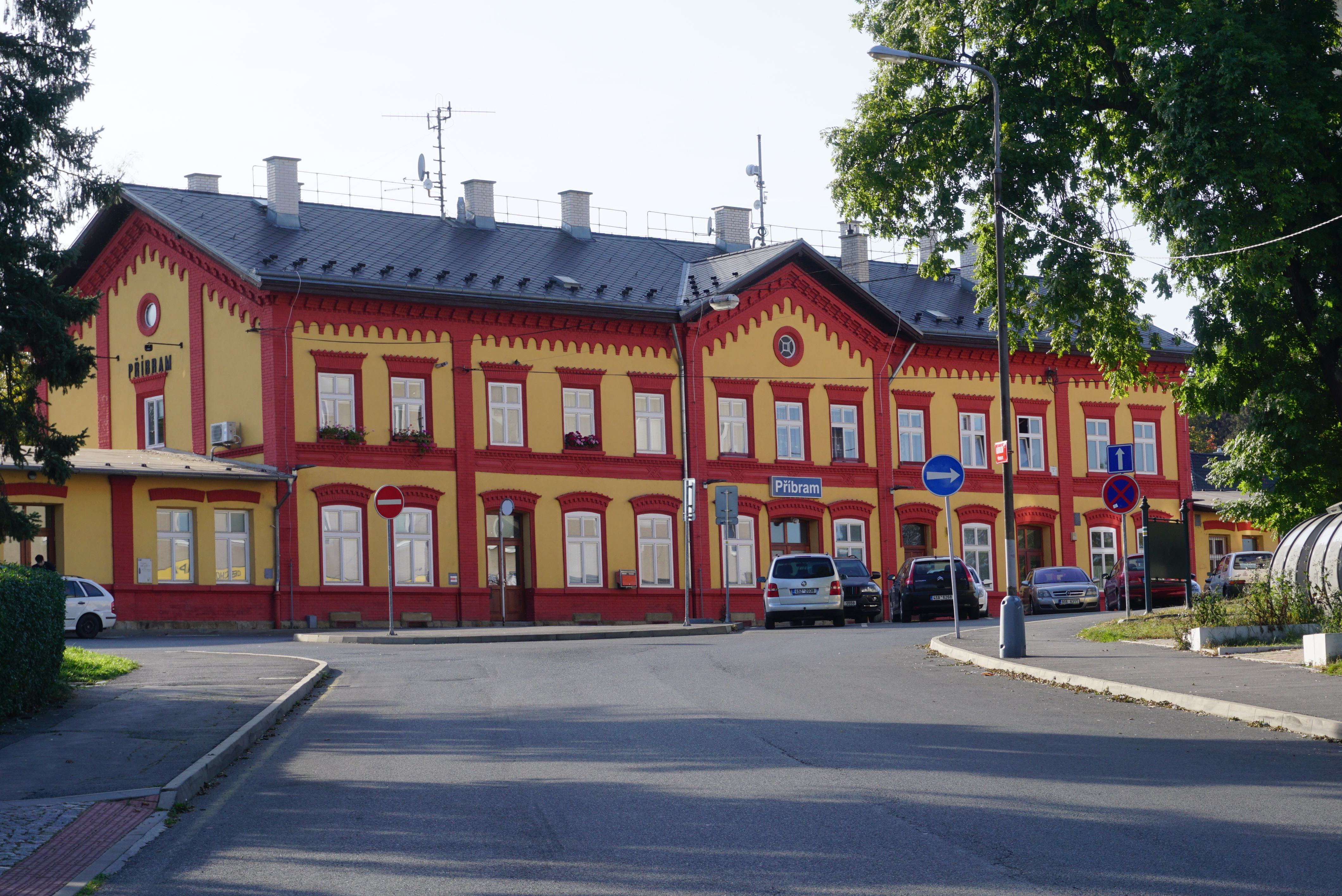
Příbram
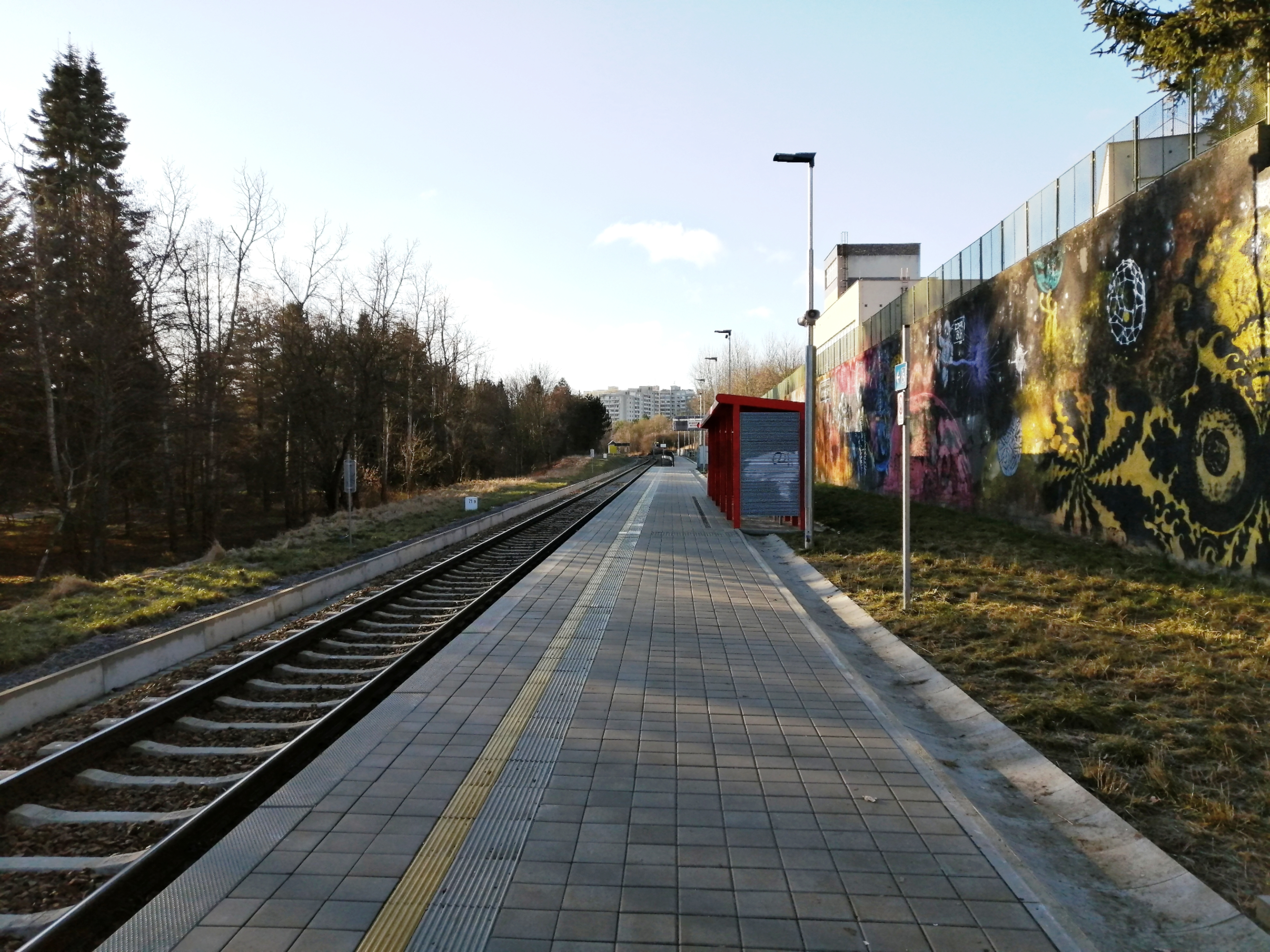
Příbram sídliště
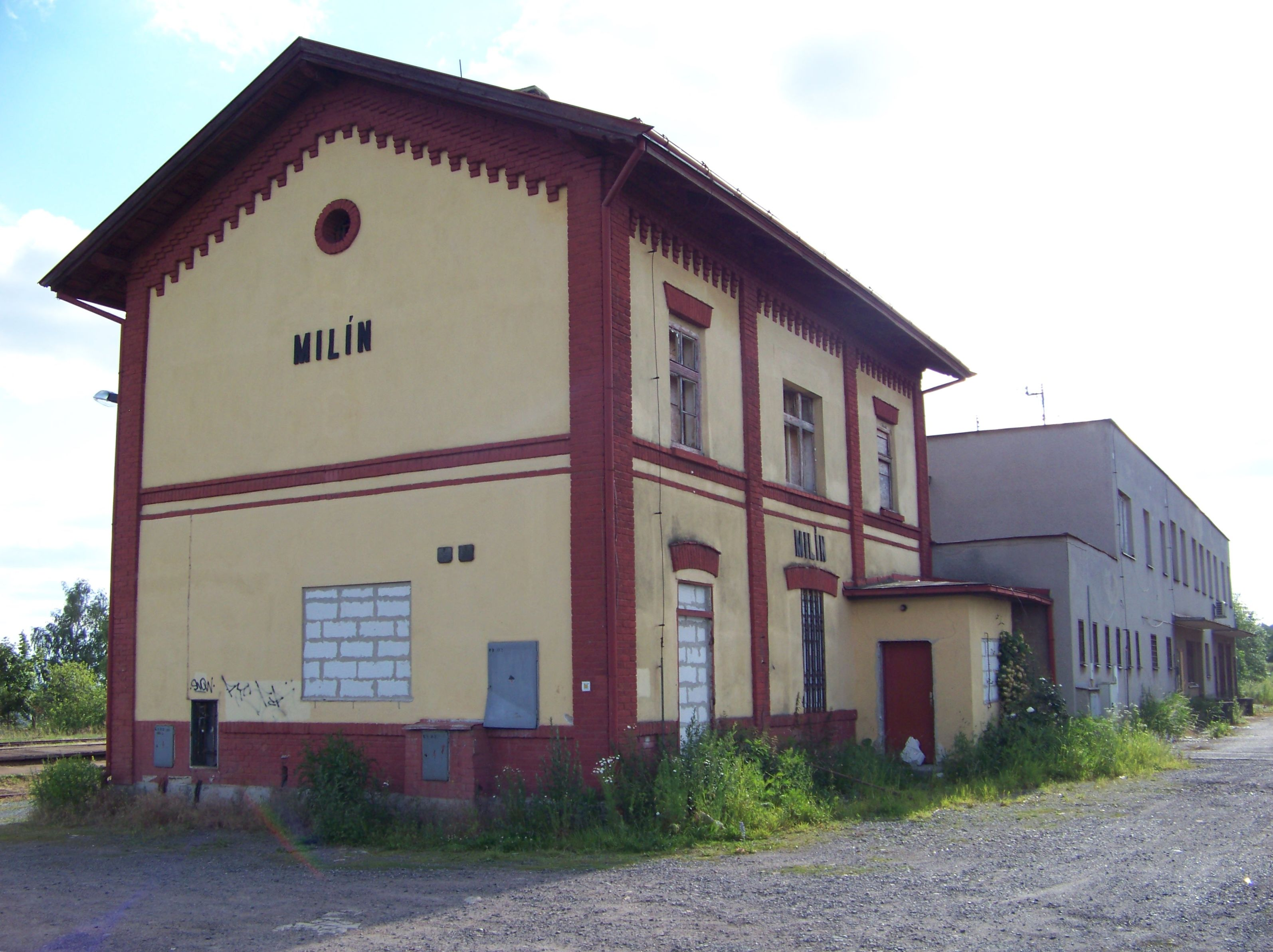
Milín
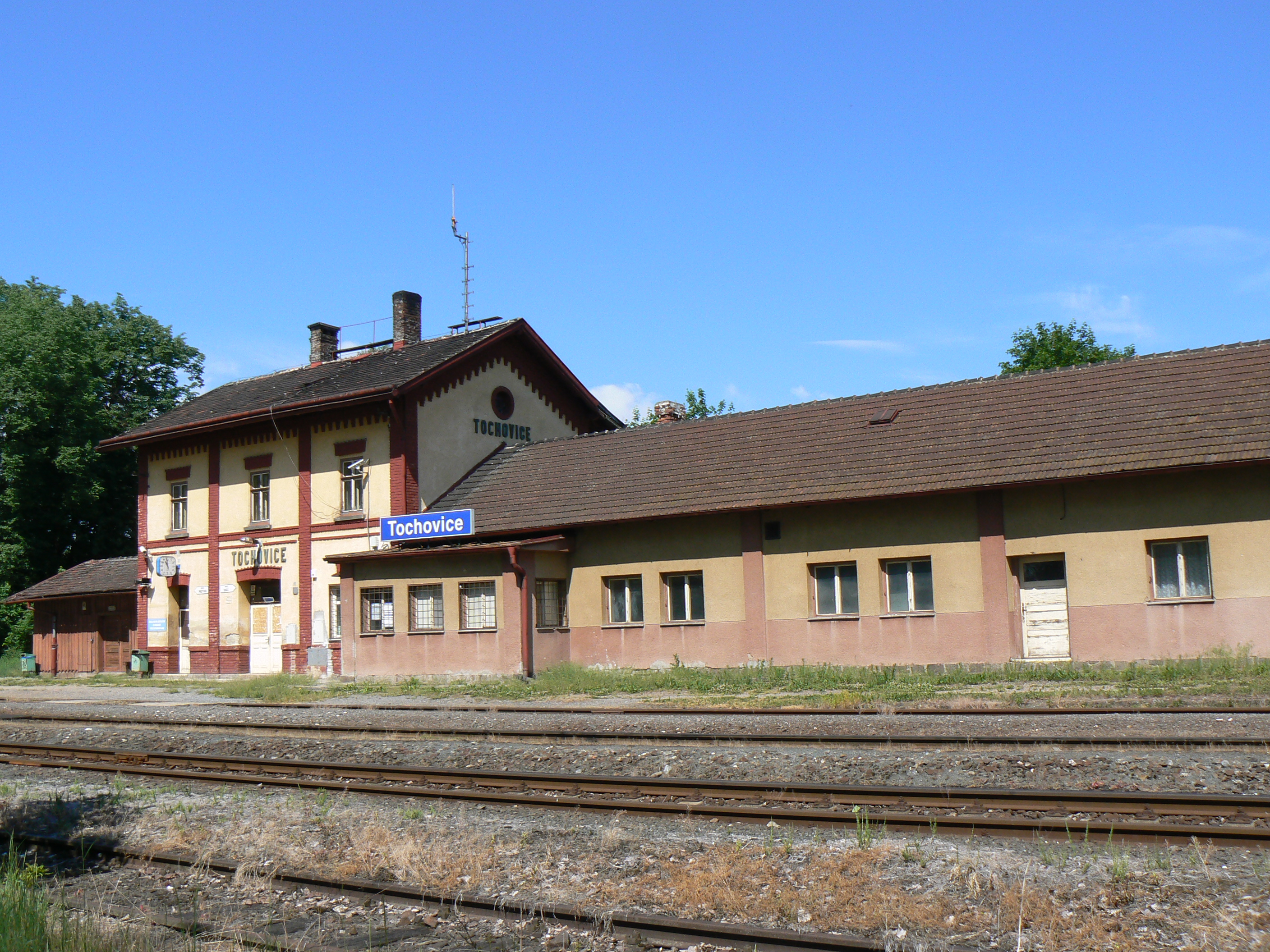
Tochovice
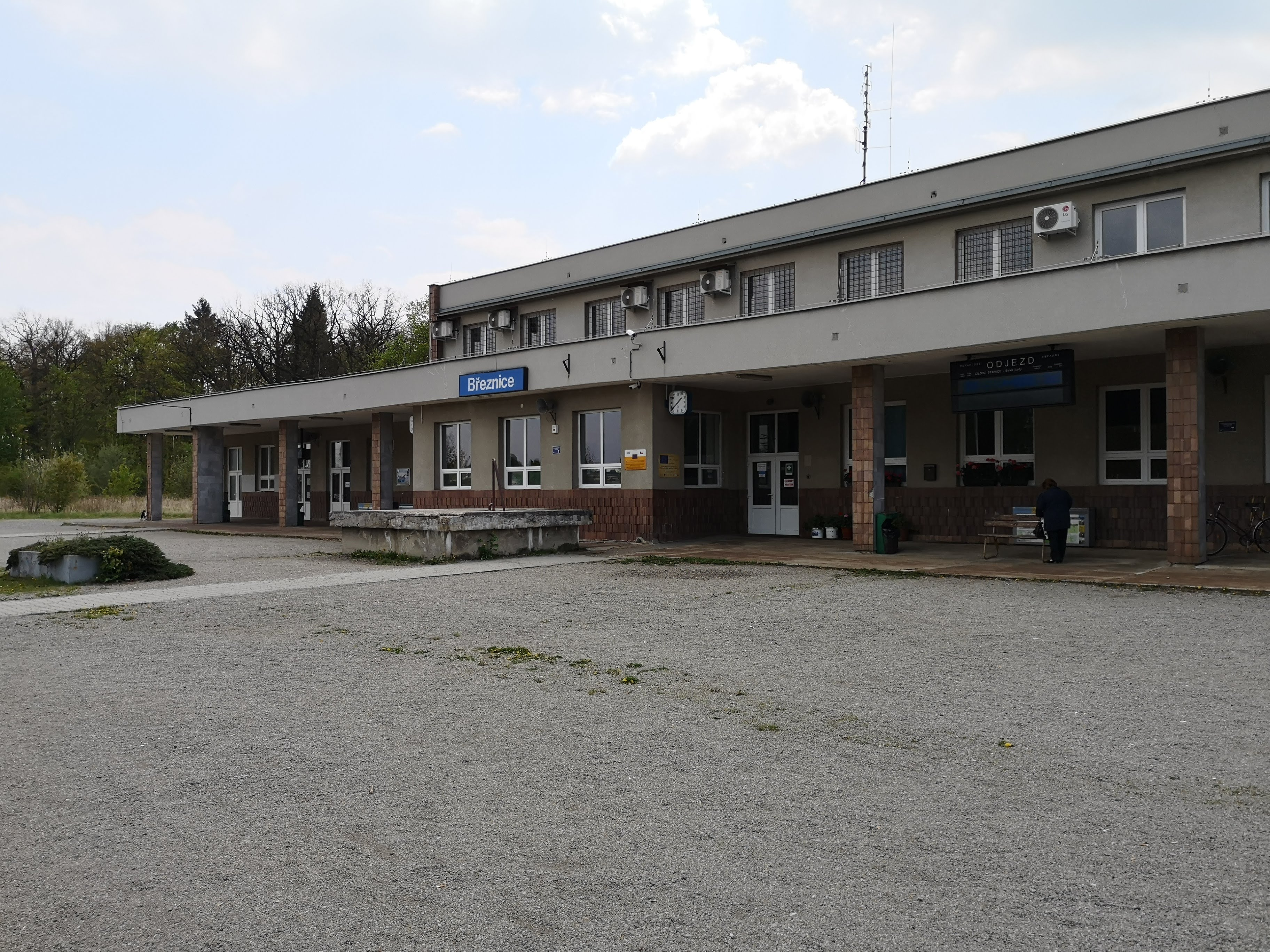
Březnice
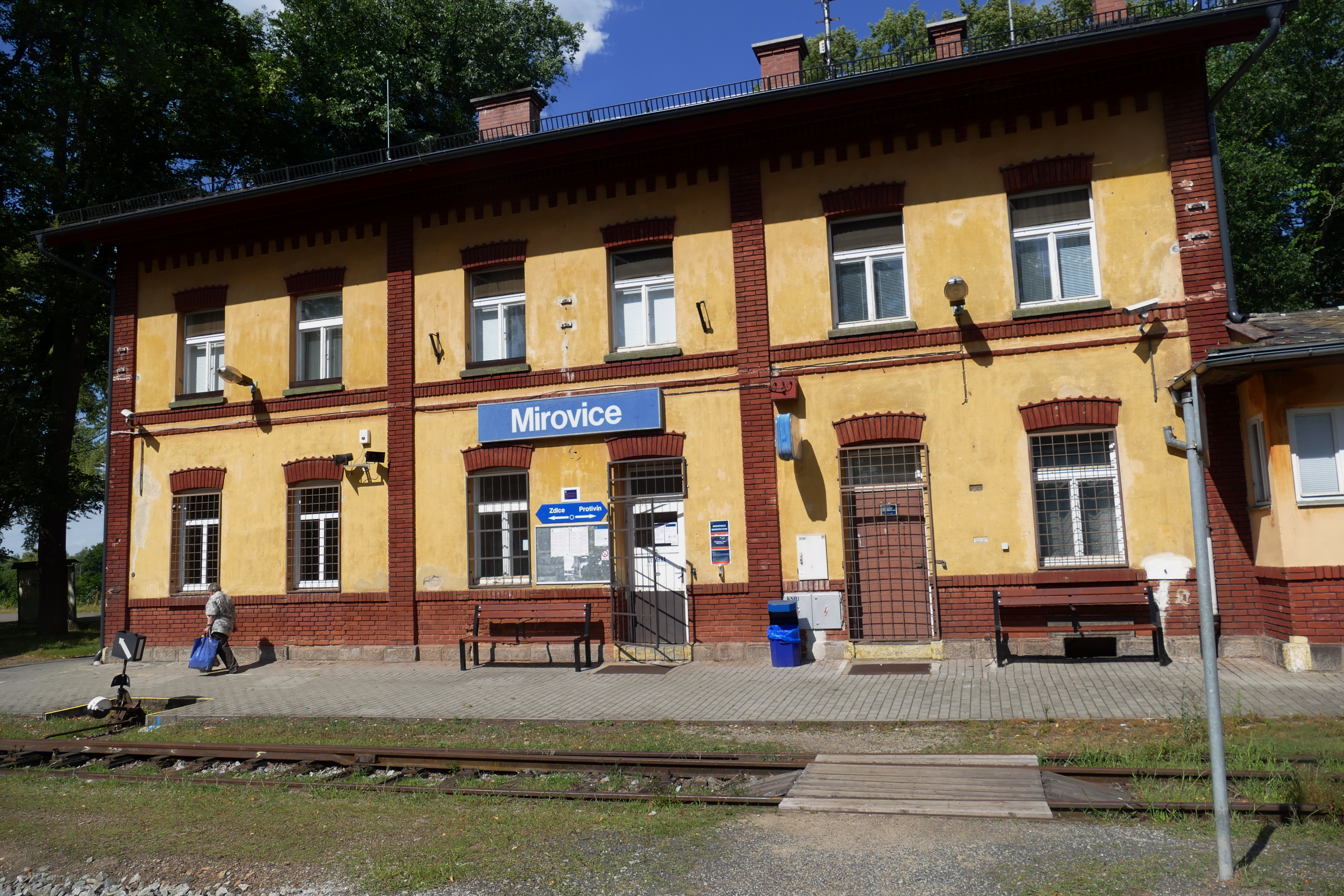
Mirovice
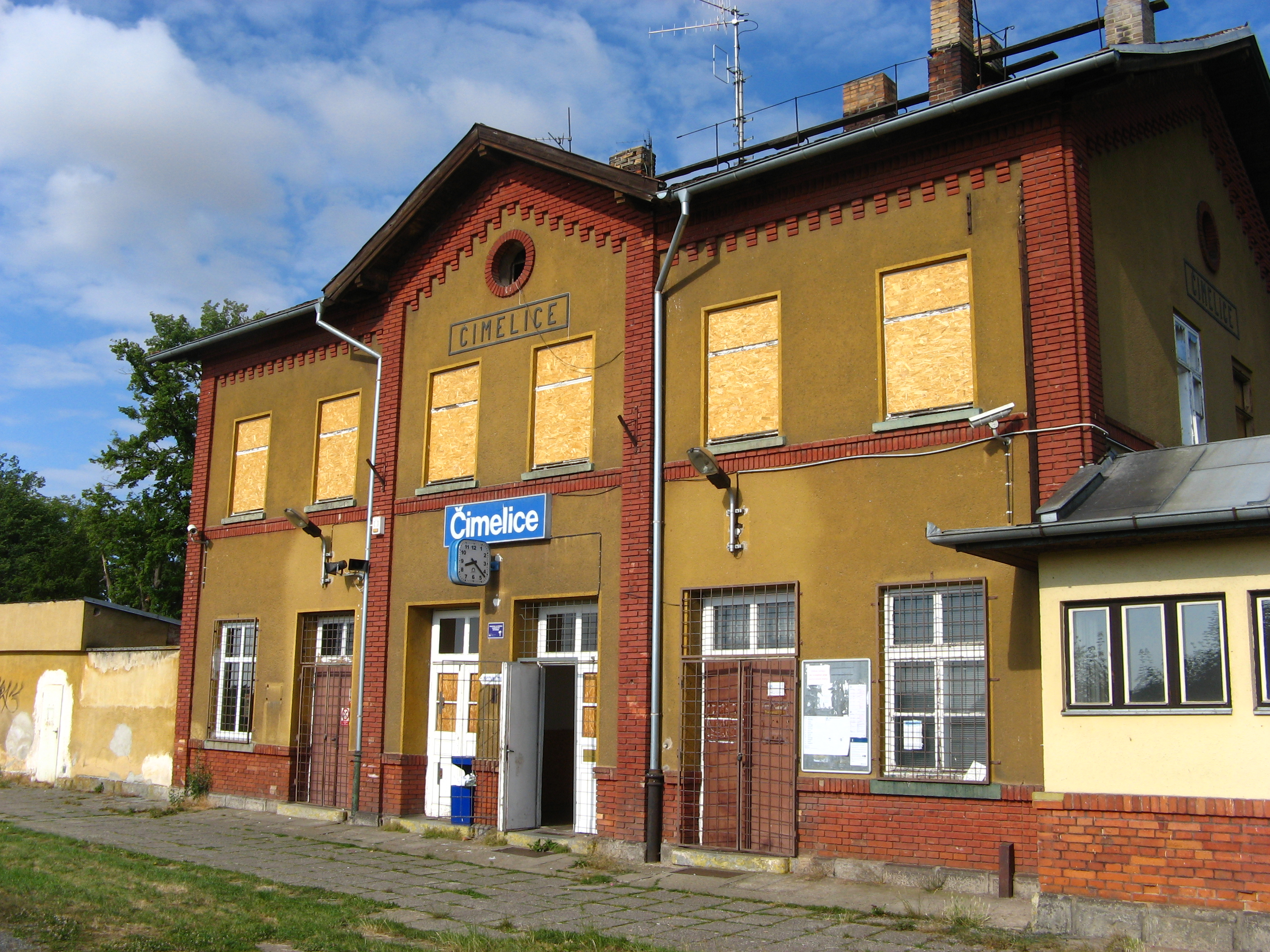
Čimelice
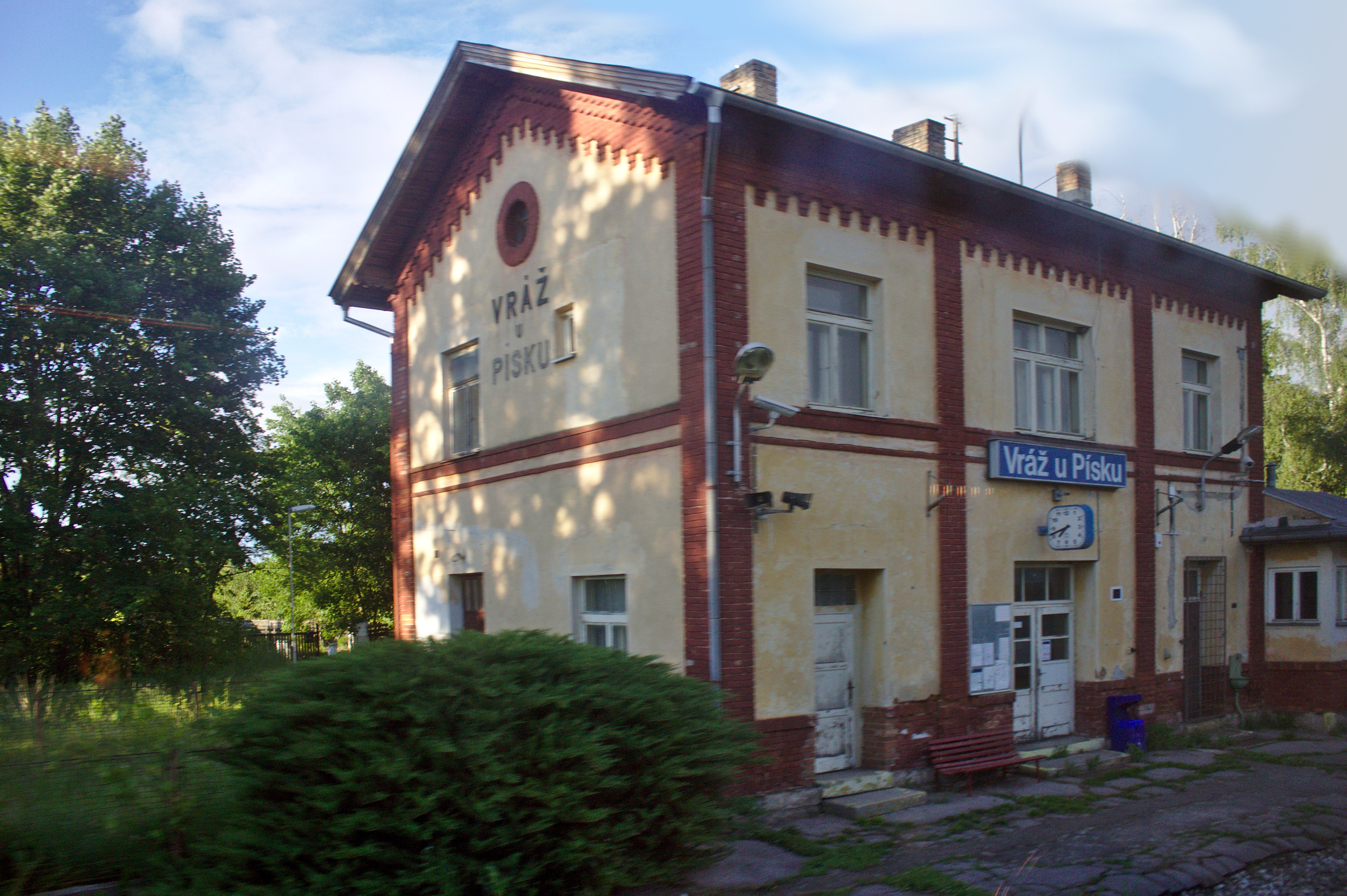
Vráž u Písku
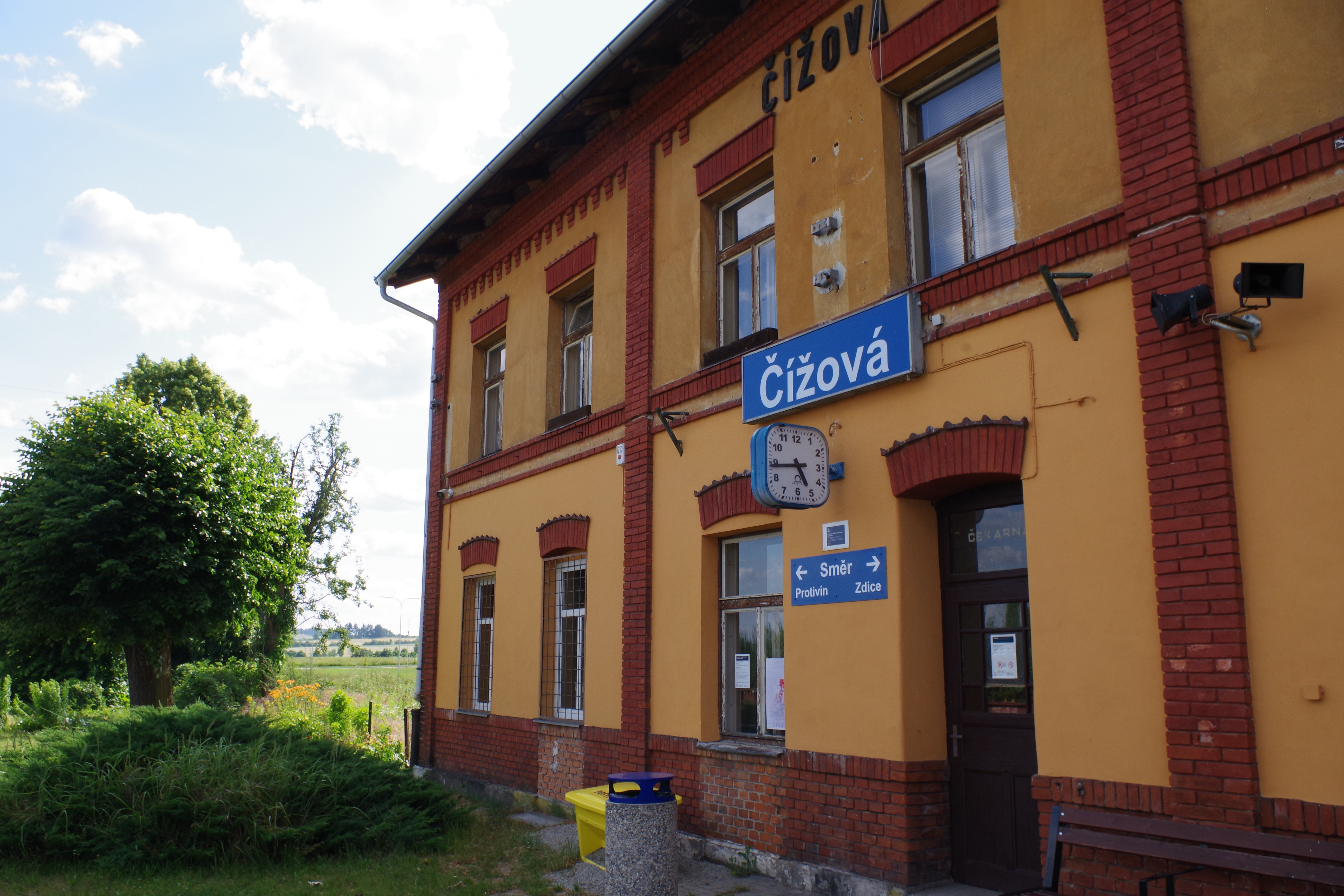
Čížová
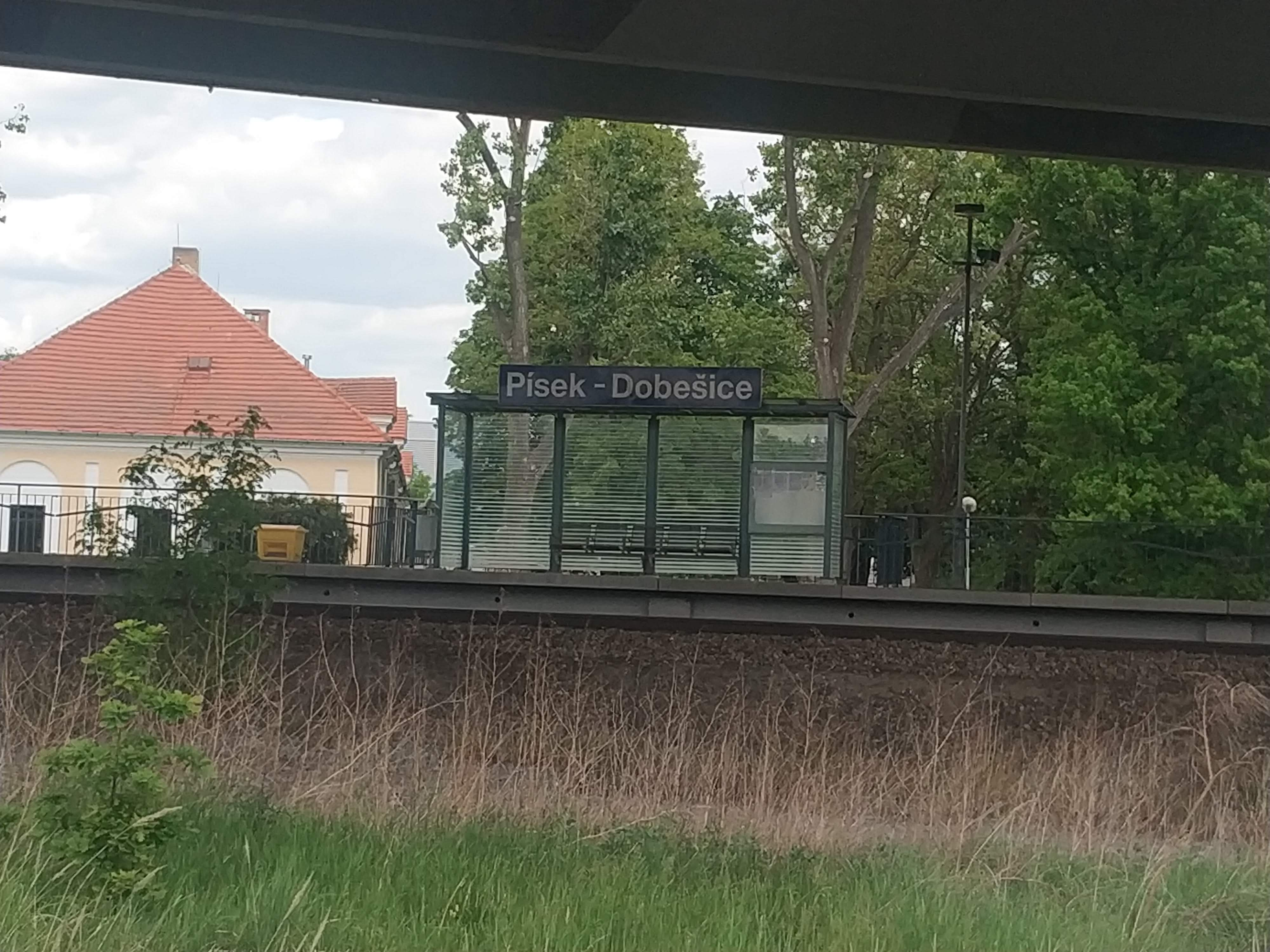
Písek-Dobešice
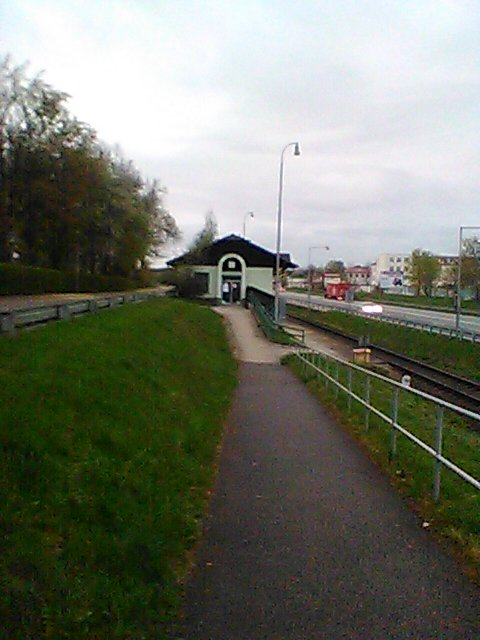
Písek zastávka
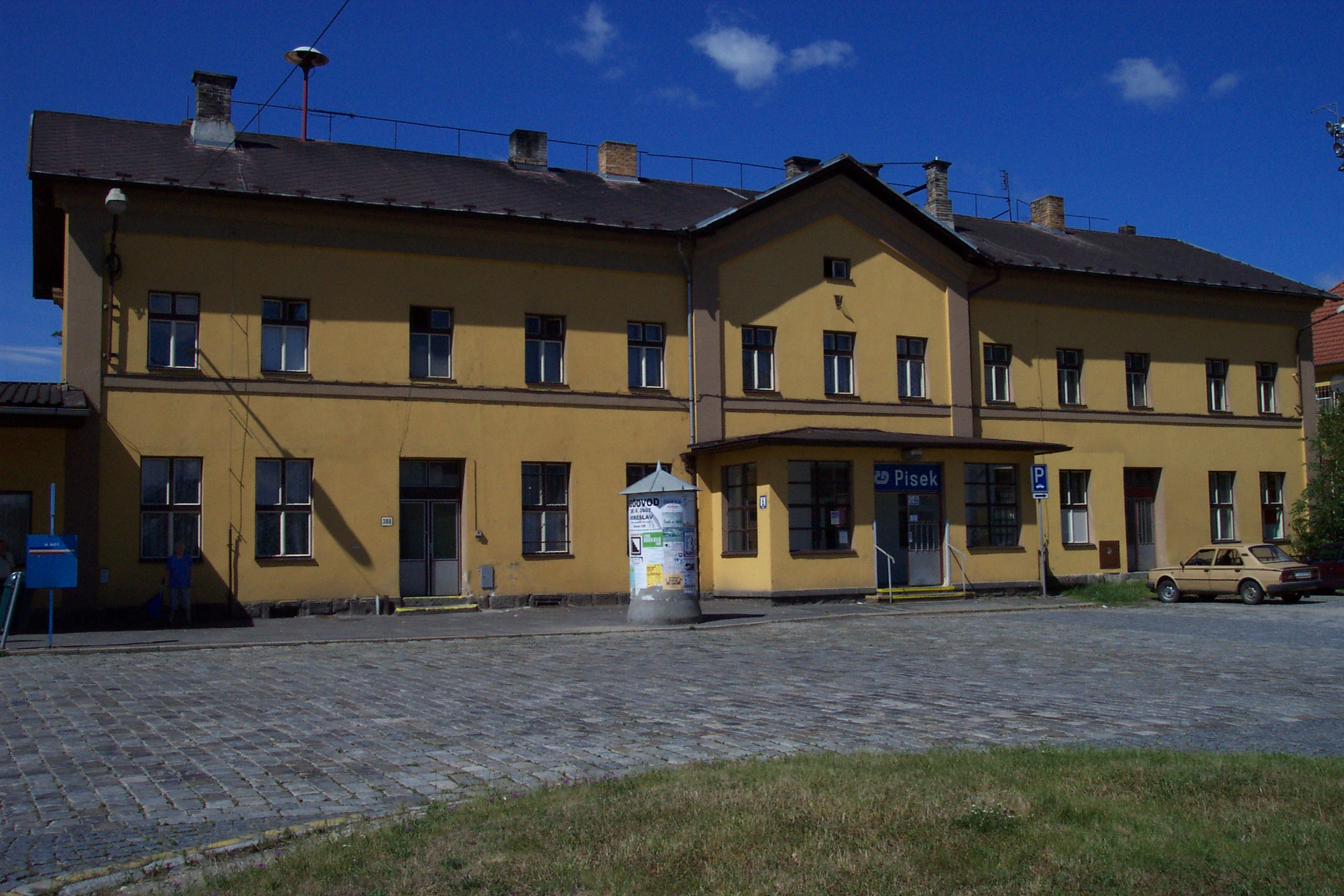
Písek
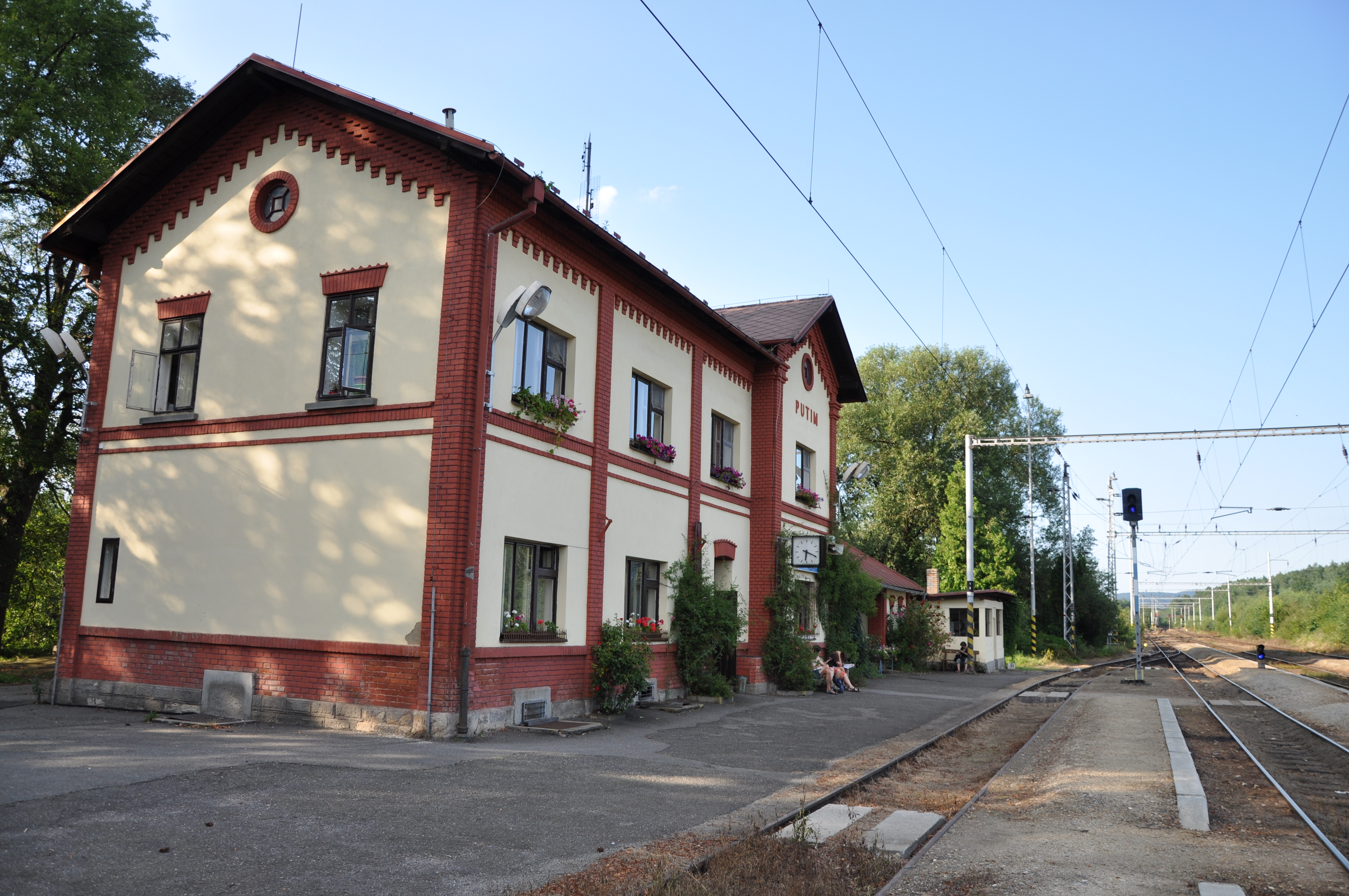
Putim
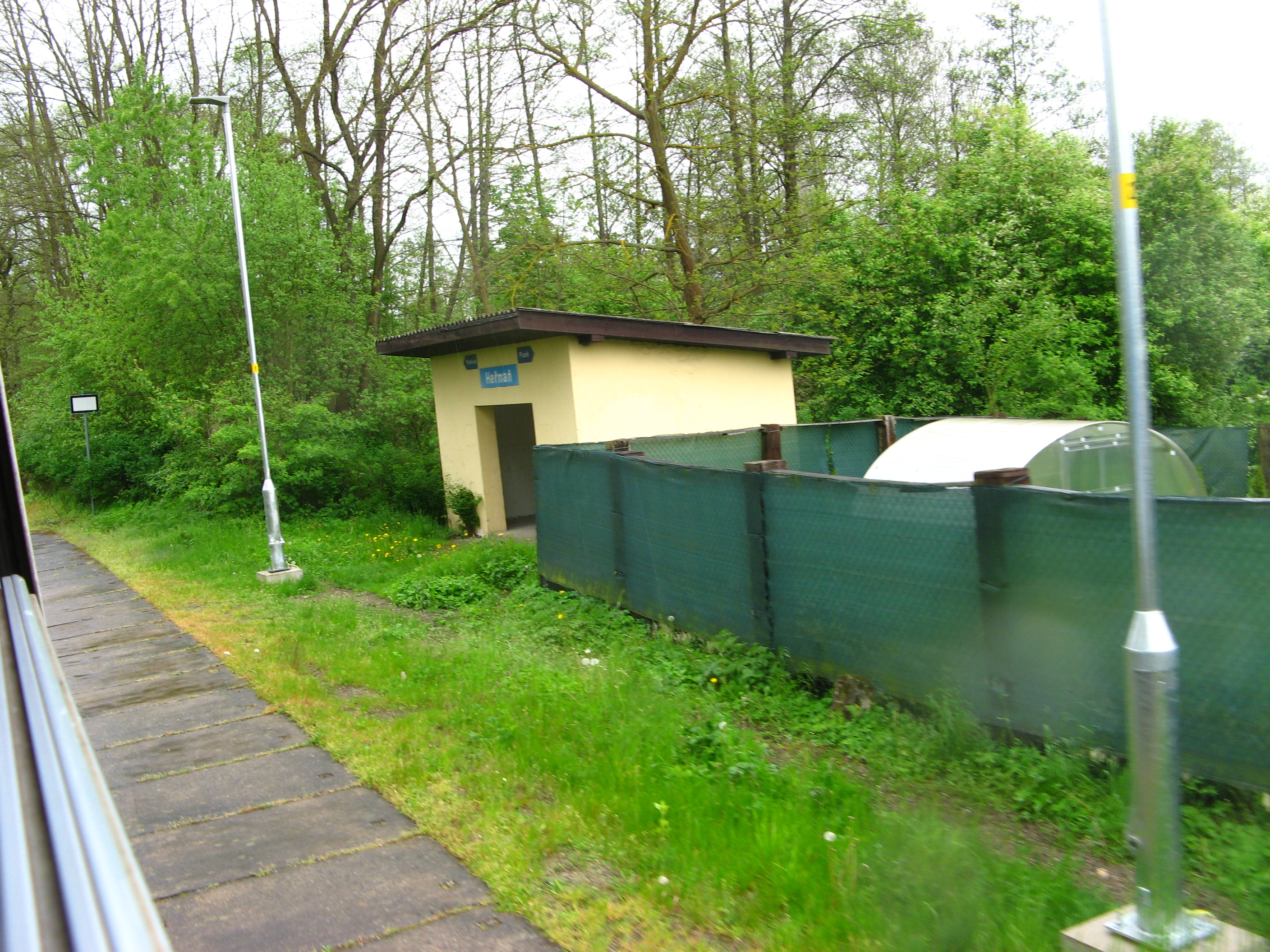
Heřmaň
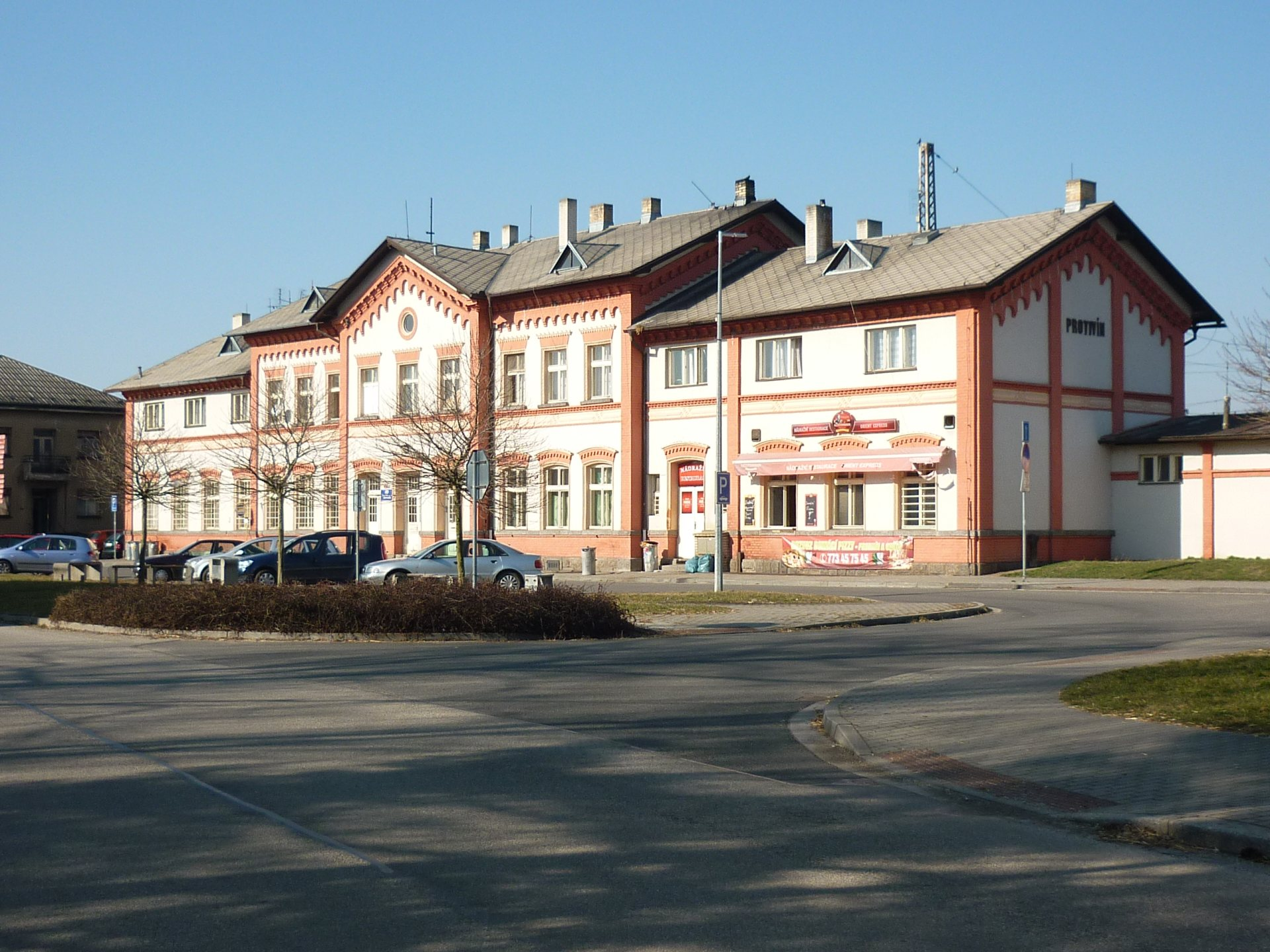
Protivín